# Havsvallen
Havsvallen är namnet på den idrottsplats som ligger på Smögen i Bohuslän, och som används som hemmaarena för fotbollsklubben Smögens IF. Planen är 100 x 60 meter och underlaget är gräs.
På Havsvallen arrangeras även landskamper, träningsläger och musikfestivaler.
Den 15 juli 1935 invigdes planen av kronprins Gustav Adolf, som även invigde Sotekanalen samma dag.